# Kirsten Stenbæk
Kirsten Stenbæk (født 14. december 1922 i Svendborg, død 4. december 1994 på Frederiksberg) var en dansk filminstruktør. Hun var gift med journalist Bent Grasten og mor til Regner Grasten.
I tv har hun instrueret tv-spillene Mille, Marie og mig Eller Giselle eller-? (1965), Den meget talende barber (1974) (frit efter Ludvig Holbergs Gart Westphaler) og Sofies skolegang (1977). Hun optræder som medforfatter til tv-spillene Et collagespil for TV (1965) og Besøg familien, men tag straks hjem igen (1967).
Hun har instrueret spillefilmene Fantasterne (1967), Den gale dansker (1969), Lenin, din gavtyv! (1972) og Kærlighed ved første desperate blik (1994). Derudover har instrueret kortfilmene Nonnekysset (The nun's kiss) (1967), Frk. Julie 1970 (1968) og Timelærer Nansen (1969) samt dokumentarfilmen Dansk bladtegning, danske bladtegnere (1983).
Hun var med til at lave scenografi til studenterrevyen Gris på gaflen i 1962. Hun har udtalt, at "Dekorationen spiller med mere end nogen sinde før" (Politiken 25. januar 1960).
I 1963 var hun medforfatter til bogen Collage, collage (med undertitlen: en samling af usædvanligt, kuriøst og rædsomt læsestof for unge og gamle), som er en samling revytekster, opført på Den Danske Studenterscene. I 1966 var hun medforfatter til studenterrevyen Der kommer aldrig nogen bro – en collage om systemskiftet 1901